# Presidente federale della Germania

Logo

Il Presidente federale della Germania (in tedesco: Bundespräsident), ufficialmente Presidente federale della Repubblica Federale di Germania (Bundespräsident der Bundesrepublik Deutschland) è il capo di Stato della Germania. Con l'approvazione della nuova costituzione tedesca nel 1949 si venne a creare l'attuale carica di presidente federale (Bundespräsident).
L'attuale presidente è Frank-Walter Steinmeier, in carica dal 19 marzo 2017, che è stato rieletto il 13 febbraio 2022, per il suo secondo mandato, iniziato il 19 marzo del medesimo anno.

## Elezione
Il Presidente viene eletto dall'Assemblea federale (Bundesversammlung), per un mandato di cinque anni. Tale assemblea ha un numero variabile di membri, di cui metà sono deputati del Bundestag e metà delegati regionali: questo perché il sistema elettorale tedesco prevede un numero di deputati differente per ogni votazione per un complesso sistema di elezione degli stessi determinato dalla Legge fondamentale della Repubblica Federale di Germania. Essendo la formazione della Camera bassa tedesca di 736 membri, l'ultima volta che si è riunita, ha contato 1472 componenti.

## Prerogative
Poiché la Germania si basa su un sistema parlamentare, il presidente è una figura al di sopra delle parti politiche, ha ruolo di rappresentanza, con poteri di governo non in termini di indirizzo politico ma ugualmente decisivi in quanto: propone il cancelliere al Bundestag che poi si esprimerà sulla sua elezione o meno, e inoltre in caso di elezione del cancelliere senza maggioranza assoluta il presidente può scegliere se nominarlo ugualmente o in alternativa sciogliere la Camera.

## Residenza
La residenza presidenziale è il palazzo Bellevue a Berlino. La seconda residenza ufficiale è la Villa Hammerschmidt a Bonn.